# Henry Parkes

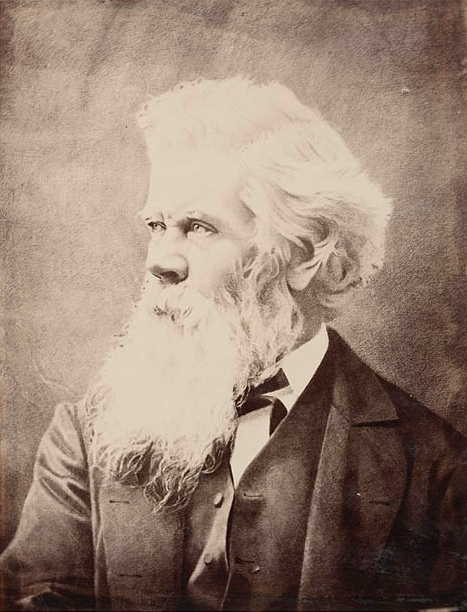
Sir Henry Parkes

Sir Henry Parkes GCMG (* 27. Mai 1815 in Stoneleigh, Warwickshire, Vereinigtes Königreich; † 27. April 1896 in Sydney, Australien) war ein aus England stammender australischer Dichter und Politiker, der nicht nur als Vater des Australischen Bundes von 1901 gilt, sondern auch fünfmaliger Premierminister von New South Wales war.

## Leben

### Herkunft und erste öffentliche Ämter in Australien
Parkes stammte aus einfachen Verhältnissen, erhielt nur eine Grundschulausbildung und musste bereits früh als Arbeiter seinen Lebensunterhalt verdienen. Nachdem es ihm nicht gelang, in England bessere Lebensbedingungen zu finden, emigrierte er 1839 nach Australien und ließ sich nach einiger Zeit in Sydney als Elfenbeindrechsler nieder. Überzeugt von seinen eigenen Möglichkeiten, versuchte er seine Bildung zu verbessern und entwickelte eine große Begeisterung für Literatur. Für seine ersten eigenen Gedichte gewann er den Zuspruch des bekannten Dichters Alfred Tennyson, 1. Baron Tennyson. 1842 veröffentlichte er seinen ersten Gedichtband mit dem Titel Stolen Moments.
Bald darauf begann Parkes auch, sich politisch zu engagieren und erwarb bald den Ruf als scharfsinnige, schreibende Führungspersönlichkeit und einflussreichen Redners. Er nahm eine einflussreiche Rolle in der Bewegung gegen die Deportation von Strafgefangenen nach Van-Diemens-Land, dem heutigen Tasmanien, ein und begründete 1849 die Tageszeitung The Empire. Diese nutze er als Sprachrohr für seine Meinung, während er selbst der britischen Krone gegenüber loyal blieb. Die Zeitung verfehlte zwar in ihrer Meinung nicht die Wirkung, musste allerdings wegen finanzieller Schwierigkeiten 1858 ihr Erscheinen einstellen.
Eines der Hauptanliegen von Parkes war die Einführung einer vollständigen verantwortlichen Regierung (Responsible Government) und er wurde als Mitglied des Legislativrates von New South Wales für den Wahlkreis Sydney gemäß den alten Wahlbestimmungen gewählt. Nach der Gründung einer Legislativversammlung 1856 wurde er in dieser bei der ersten allgemeinen Wahl 1859 zum Mitglied für den Wahlkreis East Sydney gewählt, wobei er allerdings zweimal seine politische Laufbahn wegen finanzieller Schwierigkeiten unterbrechen musste.
1861 wurde er als Beauftragter für die Förderung der Einwanderung nach Großbritannien entsandt. Während dieses längeren Aufenthalts beschrieb er seine dortigen Eindrücke in mehreren Briefen in The Sydney Morning Herald, wobei einige dieser Briefe 1869 in einem Nachdruck unter dem Titel Australian Views of England erschienen.
Nach seiner Rückkehr nach Australien 1863 wurde er wiederum Mitglied der Legislativversammlung von New South Wales und war zugleich von Januar 1866 bis Oktober 1868 Kolonialminister in der Regierung von Premierminister James Martin. In dieser Funktion war er auch verantwortlich für die Verabschiedung des Gesetzes über die Schulen in öffentlicher Trägerschaft (Public Schools Act), mit dem erstmals ein leistungsfähiges System der Grundschulbildung in der Kolonie eingeführt wurde. Zugleich gründete er mit Unterstützung von Florence Nightingale die ersten Ausbildungseinrichtungen für Gesundheits- und Krankenpflege in New South Wales.

### Fünfmaliger Premierminister von New South Wales

Porträt von Sir Henry Parkes auf einem 5-Dollar-Schein (2001)

Seine große Chance kam im Mai 1872, als die Regierung Martin wegen der Frage über die zu zahlende Summe für den Grenzschutz an Queen Victoria zurücktrat. Er war bereits seit Jahren Verfechter einer Freihandelspolitik und freier Importe als Lösung für die finanziellen Probleme der Kolonie.
Am 14. Mai 1872 wurde er erstmals Premierminister von New South Wales und übernahm zugleich das Amt des Kolonialministers, ließ als solcher den Freihandel in der Kolonie zu und behielt diese Ämter bis zum 8. Februar 1875.
Nach dem Ende der Regierung von John Robertson war er zwischen dem 22. März und dem 16. August 1877 erneut Premierminister und Kolonialminister von New South Wales. Am 31. Mai 1877 wurde er als Knight Commander des Order of St. Michael and St. George geadelt, so dass er fortan das Prädikat „Sir“ führte.
Nachdem er einsah, dass der Zustand der Parteien keine dauerhafte und stabile Regierung zuließ, bildete er auf geschickte Veranlassung des damaligen Gouverneurs von New South Wales Hercules Robinson, 1. Baron Rosmead eine Koalition mit Sir John Robertson und wurde dadurch vom 21. Dezember 1878 bis zum 4. Januar 1883 zum dritten Mal Premierminister und Kolonialminister. Nach einem ersten längeren Aufenthalt in England 1882, hielt er sich zwischen 1883 und 1884 erneut für längere Zeit im Vereinigten Königreich auf und gewann dort den Ruf eines herausragenden australischen Staatsmannes, der zugleich die Nähe zum Empire pflegte.
Dies führte aber andererseits dazu, dass er in Australien teilweise isoliert war. Allerdings führte die Schutzpolitik seiner Vorgänger dazu, dass er als Führer der 1880 gegründeten Free Trade Party am 25. Januar 1887 erneut Premierminister von New South Wales wurde. Dabei war nicht nur die von ihm betriebene Freihandelspolitik abermals erfolgreich, sondern auch andere Maßnahmen seiner Regierung wie die Reform des öffentlichen Dienstes, das Verbot der Einwanderung von Han-Chinesen und die Gesetze über die Eisenbahn in New South Wales sowie öffentliche Arbeiten. Am 28. Januar 1888 wurde er zum Knight Grand Cross des Order of St. Michael and St. George erhoben.
Zwar verlor er sein Amt als Premierminister am 16. Januar 1889, wurde aber bereits am 8. März 1889 zum fünften Mal Premierminister sowie Kolonialminister von New South Wales und behielt diese Ämter bis zum 23. Oktober 1891.
Sein lebenslang wichtigstes politisches Ziel war die Schaffung eines Australischen Bundes, dessen Notwendigkeit er in seiner berühmten Tenderfield-Rede (Tenderfield Oration) 1889 unterstrich. Er war die treibende Kraft zur Durchführung des Föderalen Konvents (Federal Convention) 1890 in Melbourne, die aufgrund seiner Tenderfield-Rede stattfand. 1891 war Präsident des Föderalen Konvents in Sydney und maßgeblich am Entwurf der dort aufgearbeiteten Verfassung von Australien.
Im Oktober 1891 erlitt er jedoch eine Wahlniederlage nachdem er die Annahme eines Achtstundentages für Bergarbeiter abgelehnt hatte. Bis zum Ende seines Lebens blieb er in der Opposition und sah in seinem Eintreten für den Freihandel die Grundlage für den Weg in den Australischen Bund.
Nach einer Sammlung seiner Reden mit dem Titel Federal Government of Australia (1890), veröffentlichte er 1892 seine Memoiren unter dem Titel Fifty Years in the Making of Australian History.
Am Ende seines Lebens verarmte Parkes, der drei Mal verheiratet war und 18 Kinder hatte. Das Ergebnis seiner Bemühungen, die Gründung des Australischen Bundes am 1. Januar 1901, konnte er jedoch nicht mehr mit erleben. Gleichwohl wird er als Vater dieses Bundes angesehen.
Zum hundertjährigen Jubiläum der Gründung des Australischen Bundes wurde er 2001 durch eine Sonderbanknote des australischen Dollar geehrt: Gemeinsam mit der Schriftstellerin Catherine Helen Spence erschien sein Porträt auf einem fünf Dollar-Schein.